# 國際貓協會
國際貓協會（英語：The International Cat Association，縮寫：TICA）是總部位於美國得克薩斯州哈靈根的一個愛貓組織，原本主要服務于北美洲地區，後來逐漸將業務擴展到世界各地。它主要負責給貓提供血統證明和舉辦貓展。

## 外部連結
- The International Cat Association (TICA)（页面存档备份，存于）
  - TICA in the UK website (includes information on TICA relations with the British GCCA)
  - CatTICA All-breeds Cat Club （页面存档备份，存于） (independent UK affiliate)